# Boufakrane
Boufakrane (arabiska: بوفكران) är en stad i Marocko. Den ligger i prefekturen Meknès och regionen Fès-Meknès, 130 km öster om huvudstaden Rabat. Antalet invånare var 12 941 vid folkräkningen 2014.